# Perseguido por todos
Perseguido por todos (en inglés: Blood & Concrete: A Love Story), titulada Sangre y cemento en Argentina, es una película estadounidense de 1991 de comedia, romance y crimen dirigida por Jeffrey Reiner, coescrita por Richard LaBrie y protagonizada por Billy Zane y Jennifer Beals.

## Trama
La película está ambientada en Los Ángeles y protagonizada por Joey Turks, un ladrón de coches que busca dinero para salir de la ciudad.
La primera escena muestra a Joey robando un televisor de la casa del narcotraficante Mort, que le debe dinero, pero lo pilla por sorpresa. Después de que Joey deje caer el televisor y lo rompa, Mort lo apuñala furioso con un cuchillo y lo persigue. Ensangrentado, Joey llega a un cementerio donde conoce a Mona, una cantante sin éxito que está a punto de suicidarse a causa de sus relaciones pasadas. Joey tropieza con ella y le pide ayuda. Mona le lleva a su apartamento, le trata y le ofrece quedarse.
Más tarde, Joey es sorprendido por el detective Hank Dick, quien sarcásticamente le advierte que podría ir a prisión. Es llevado a casa de Mort, a quien han disparado y ahora yace muerto en la piscina. Las huellas de Joey se han encontrado por todas partes, por lo que es el principal sospechoso. Amenazado por Hank, Joey le confiesa que lo único que hizo fue entregar un paquete de un tal Spuntz. Al oír el nombre, Hank es consciente de que Joey es inocente y le explica que lleva veinte años buscando a Spuntz. Consciente de que Joey será su próximo objetivo, Hank le pide que lo ayude a encontrar a Spuntz.
Esa noche, mientras Joey conversa con un hombre joven, es sorprendido por Bart Daniels, que de repente lo agarra y lo mete en un coche para llevarlo nuevamente a casa de Mort. Allí conoce a Spuntz, que le pregunta dónde está el paquete. Joey afirma no saberlo y Spuntz le explica que lo que entregó contenía una droga alucinógena llamada Libido, que aumenta el impulso sexual de las personas y es muy adictiva, lo que le permite obtener grandes beneficios económicos. Joey sigue insistiendo en que no sabe dónde está la droga y Bart empieza a hacerlo jugar a la ruleta rusa. Tras varios tiros afortunados, Joey cede y se ofrece a llevar a Bart hasta "el lugar". Sin embargo, mientras están en el coche, Joey coge rápidamente la pistola de Bart y huye. Entonces Joey encuentra a Mona ordenando a Lance, su exnovio, que se marche. Joey mete a Mona en un vehículo robado y le explica que tienen que abandonar la ciudad, pero tras decirle Mona que tendría que irse él solo, regresan a casa.
Al día siguiente, Joey se encuentra en un restaurante, donde se entera por un contacto de que Spuntz ha invertido un millón de dólares en el paquete desaparecido. Visita entonces a Sammy Rhodes para pedirle ayuda en la búsqueda del paquete, pero Sammy se niega y le sugiere que abandone la situación en la que está metido. Mona llama por teléfono a Joey y le pide que vuelva a casa. Pero justo en ese momento, Joey es sorprendido por el detective Hank, que le lleva de vuelta al restaurante, donde el contacto aparece muerto, con un disparo en la frente. Hank amenaza a Joey y le acusa de haberse reunido con Spuntz, pero Joey insiste en que él no es ese tipo de criminal y le explica que este mata a cualquiera que esté en posesión de la droga para mantener su monopolio. Mientras Joey se dirige a casa, Bart lo sorprende con una pistola y lo obliga a unirse a Spuntz y a él para cenar. Spuntz advierte a Joey de que ha sido traicionado y se marcha, dejándolo a solas con Bart. Joey le dice que ellos serán las próximas víctimas de Hank y Spuntz, y que deberían trabajar juntos, pero un Bart drogado le amenaza para que tenga sexo con él.
Tras escapar, Joey llega al apartamento de Mona, donde se da cuenta de que hay una pastilla en el suelo que, según descubre, le dio Lance. Joey le amenaza y este le confiesa que se la dio Mort hace tiempo. Fuera, Joey es sorprendido de nuevo por Bart, que le persigue en su coche, pero con ayuda del hombre joven con el que estuvo charlando unos días antes, escapa. Este lleva a Joey al restaurante, le dice que allí no lo encontrarán y lo motiva, pero Bart llega de repente y dispara al joven en la frente, mientras Joey huye.
Intrigado, Joey se sienta junto al cadáver de Mort, incapaz de poner remedio a la situación. Entonces, descubre que la depuradora de la piscina se había tragado todos los paquetes con la droga. Las guarda en una maleta y se va a casa, diciéndole a Mona que deben marcharse, a pesar de que ella no quiere. Justo después, reciben la repentina visita de Spuntz y Bart, que amenazan con matarlos si no les entregan las drogas, pero Hank los encuentra inmediatamente y los detiene. Joey huye al cementerio, los criminales roban rápidamente la pistola de Hank y lo siguen. Joey se encuentra con Sammy en el cementerio, a quien planeaba darle la maleta a cambio de una gran suma de dinero, pero Sammy en cambio le apunta con una pistola. Cuando Joey está a punto de ser disparado, aparece Bart, dispara a Sammy y persigue a Joey por el cementerio. Arrinconado por Bart, Joey utiliza la única bala de su pistola, matándolo.
Mientras tanto, Lance va a casa de Mort y encuentra los últimos paquetes de la droga, cuando es abruptamente disparado por Spuntz, que es a su vez disparado por Hank. El detective les dice que habían sido estafados y que todo no era más que cafeína desde el principio. La escena final muestra a Joey cogiendo la maleta de Sammy con el dinero y tirando la que contiene los paquetes inútiles, mientras abandona la ciudad acompañado de Mona.

## Reparto
| Personajes   | Actores          |
| ------------ | ---------------- |
| Joey Turks   | Billy Zane       |
| Mona         | Jennifer Beals   |
| Hank Dick    | Darren McGavin   |
| Spuntz       | Nicholas Worth   |
| Bart Daniels | Mark Pellegrino  |
| Sammy Rhodes | Harry Shearer    |
| Lance        | James LeGros     |
| Mort         | William Bastiani |

## Críticas
Michael Wilmington, de Los Angeles Times, hizo una crítica mixta de la película y escribió: "La locura, la energía y los personajes salvajes y extraños de esta película son su vena dorada. Pero, en cierto modo, no es tan original, solo más densa y compacta. Numerosas películas de suspense comparten el mismo cinismo sobre L.A., la misma afición por los viejos temas cinematográficos."
Nick Hartel, de DVD Talk, hizo una crítica positiva de la película, calificándola como "una película consistentemente entretenida".
TV Guide también hizo una crítica positiva de la película, describiéndola como "un desenfreno con estilo y buen ritmo".

## Impacto cultural
Un doblaje clandestino al ruso (interpretado por Andrey Gavrilov) de la escena del principio de la película en la que Mort insulta a Joey Turks durante treinta segundos se ha convertido en un meme popular en la web rusa.